# Erich Welt
Erich Welt (14 de janeiro de 1928) é um ex-ciclista austríaco de ciclismo de pista. Competiu nos Jogos Olímpicos de Verão de 1948 em Londres, onde terminou em nono na prova tandem.